# Mali Cirnik pri Šentjanžu
Mali Cirnik pri Šentjanžu je naselje v Občini Šentrupert.